# Silvia Șerbescu
Silvia Șerbescu, née le 27 janvier 1903 à Bucarest – morte le 22 avril 1965 dans la même ville, est une pianiste et pédagogue roumaine.